# Li Jing
Li Jing (kinesiska: 李敬), född den 23 februari 1970, är en kinesisk gymnast.
Han tog OS-silver i lagmångkampen, OS-silver i barr och OS-silver i ringar i samband med de olympiska gymnastiktävlingarna 1992 i Barcelona.